# GSG9 - Squadra d'assalto
GSG9 - Squadra d'assalto, conosciuta anche come Special Unit (GSG9 - Ihr Einsatz Ist Ihr Leben), è una serie televisiva d'azione tedesca. È stata trasmessa in Germania sul canale televisivo Sat 1 dal 7 marzo 2007 al 29 maggio 2008. La serie è divisa in due stagioni per un totale di 25 episodi, ed è stata prodotta dalla Media Fund Cfp e dalla Typhoonag. La serie è stata ufficialmente cancellata a causa di bassi ascolti della seconda stagione.

## Trama
La serie narra delle avventure di una squadra delle GSG9 della Polizia Federale Tedesca. Gli uomini al centro della serie sono Geb Schurlau (interpretato da Marc Benjamin Puch), Demir Aslan (Bülent Sharif), Konny von Brendorp (Andreas Pietschmann), Frank Wernitz (Jorres Risse) e Caspar Reindl (Bert Böhlitz).

## Personaggi
- Gebhard "Geb" Schurlau ha 33 anni e leader del set-50, che è accettato da tutti. Egli è conosciuto anche come specialista in mischia. È stato sposato dodici anni con Maja e ha due figli di nome Lissy e Sofia. Come SET Geb guida ha il soprannome di "5-1".
- Freddy Sedlack, soprannominato "Tiger", è il nuovo arrivato nel team. Egli sostituisce Konnys dopo la sua scomparsa di forza, prende il soprannome di "5-2".
- Demir Aslan ha 29 anni ed è di origine turca. Egli è l'esperto di mischia SET-50. Egli è cresciuto a Berlino-Kreuzberg. Demir è il miglior amico di Geb. Suo fratello è stato un avvocato, ma è morto nella prima stagione. Ha una sorella, che è attualmente in carcere. Prende il soprannome di "5-3".
- Frank Wernitz ha 26 anni. Conosciuto come tiratore di precisione. Vive, a dispetto della sua età, ancora con i genitori. È fidanzato con Sabine, la quale, nella seconda stagione, lascia intendere che presumibilmente sposerà. Egli è l'ultimo membro della serie, e quindi prende il soprannome di "5-4".
- Anhoff Thomas è il direttore del GSG-9 unità con il soprannome di "Atlas 100".
- Petra Helmholtz è l'analista e collega di Anhoff. Con lui dirige e sovrintende le operazioni del GSG 9 e sta con il set in costante contatto via radio.
- Anton Bender è l'assistente di Helmholtz
- Caspar Reindl ha 28 anni. Era l'esperto di esplosivi del team. Prima della caduta del muro di Berlino, ha vissuto a Mosca. Dal momento che ha lavorato per il GSG 9, suo padre non ha parlato con lui.
- Konstantin "Konny" von Brendorp ha 29 anni e proviene dalla nobiltà prussiana. In quanto ex vice leader SET Konny prendeva il soprannome di "5-2". Uscirà improvvisamente e misteriosamente di scena all'inizio della seconda stagione, aiutando un potente malvivente a fuggire dalla cattura da parte dei suoi colleghi ed ottenendo da questo, in cambio, di essere preso a suo servizio.

## Episodi
| Stagione         | Episodi | Prima TV Germania | Prima TV Italia |
| ---------------- | ------- | ----------------- | --------------- |
| Prima stagione   | 13      | 2007              | 2009            |
| Seconda stagione | 12      | 2008              | 2009-2011       |